# TSA-Evolution
TSA-Evolution – polski zespół muzyczny wykonujący muzykę rockową i heavymetalową. Powstał w 1990 roku z inicjatywy gitarzysty Stefana Machela i basisty Janusza Niekrasza na skutek rozłamu w grupie TSA, formacja stanowiła jej osobną kontynuację. Została rozwiązana w 1992 roku.

## Historia
Zespół tworzyli Machel, Niekrasz, perkusista Zbigniew Kraszewski, gitarzysta Piotr Łukaszewski i wokalista Janusz Pyzowski. W lipcu muzycy wystąpili na Festiwalu Polskiej Piosenki w Witebsku. W tym składzie zespół występował rzadko, głównie podczas pojedynczych koncertów klubowych.
Na początku 1991 roku muzycy rozpoczęli próby przed realizacją nagrań do albumu zatytułowanego Evolution. Następnie jako TSA wystąpili podczas Krajowego Festiwalu Piosenki Polskiej w Opolu. Występ ten spotkał się z negatywną reakcją Marka Piekarczyka i Andrzeja Nowaka. Muzycy oryginalnego składu oskarżyli Machela o bezprawne używanie nazwy TSA.
Nagrania TSA-Evolution zarejestrowano w Izabelin Studio, jednakże piosenki nigdy nie zostały wydane, z wyjątkiem utworu „We are together” wydanego na kompilacji Polskiego Radia.

## Muzycy
- Janusz Pyzowski − śpiew (1990–1992)
- Stefan Machel − gitara (1990–1992)
- Piotr Łukaszewski − gitara (1990–1992)
- Janusz Niekrasz − gitara basowa (1990–1992)
- Zbigniew Kraszewski − perkusja (1990–1992)